# John Benjamin Graham

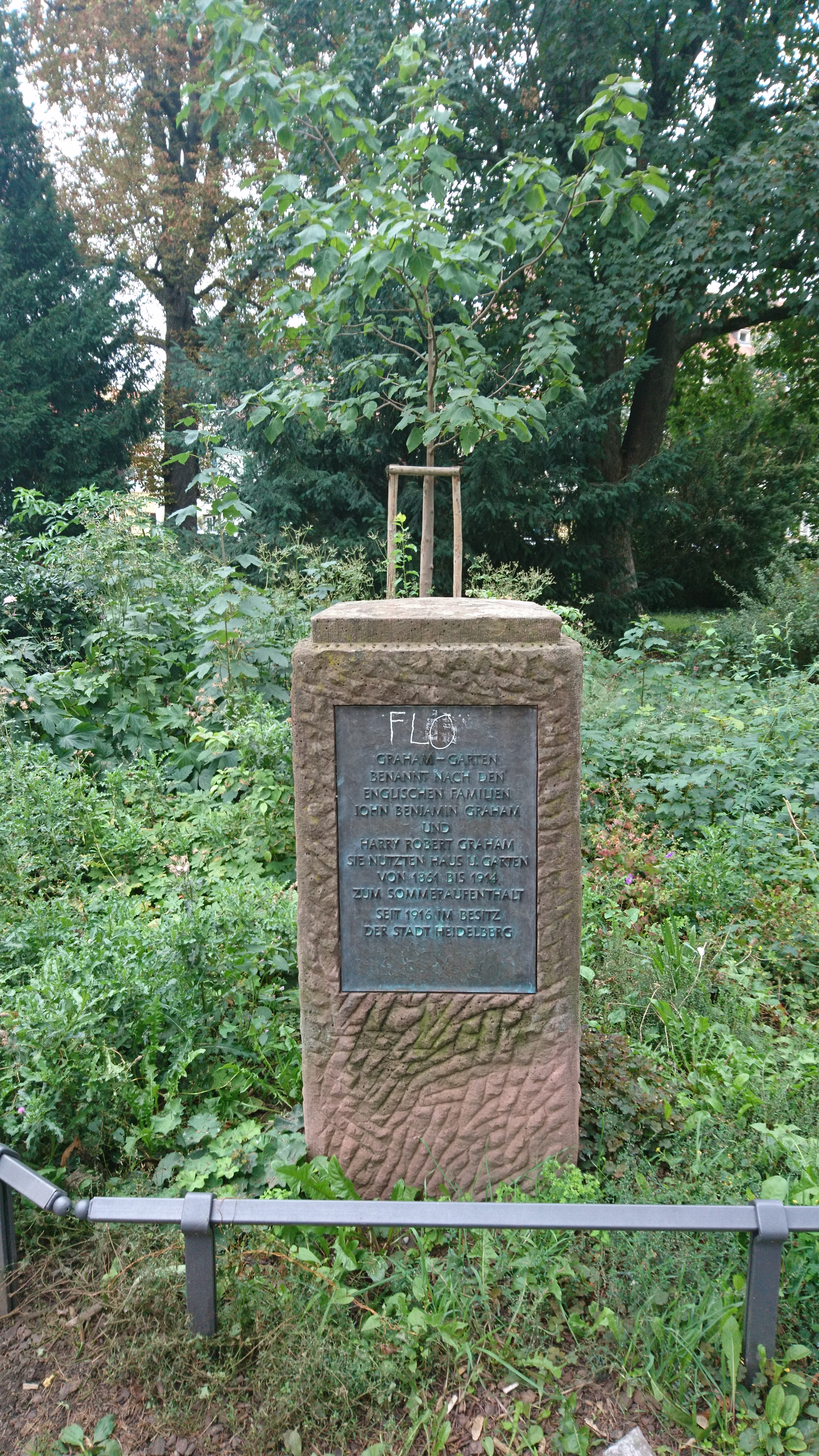
Gedenktafel im Graham-Garten

John Benjamin Graham (* 8. März 1813 in Bexhill, East Sussex, Südengland; † 8. November 1876 in England) war ein britischer Minenbesitzer. Er hatte seinen Sommerwohnsitz zeitweilig im Schlösschen in Handschuhsheim, wo heute eine Straße und ein Park nach ihm benannt sind.

## Leben
Graham lebte von 1839 bis 1848 in Australien und kam dort durch den Erwerb der Burra Kupferminen zu Wohlstand. Zurück in England heiratete er 1849 Louisa Rymill. 1850 wurde der Sohn Harry Robert Graham geboren. Aus gesundheitlichen Gründen zog die Familie 1855 nach Frankfurt am Main, wo 1856 der zweite Sohn Malcolm geboren wurde und von wo aus sie Reisen vor allem nach Italien unternahmen. In den Sommermonaten residierte die Familie in Heidelberg, wo Graham in Kontakt mit Hermann von Helmholtz, Franz von Chelius und Anton Christ stand. Graham erwarb 1861 das Schlösschen in Handschuhsheim von Adolf Uhde für 35.000 Gulden und lebte künftig in den Sommermonaten dort. 1870 verstarb Gattin Louise und wurde in Handschuhsheim beerdigt. Daraufhin zog Graham nach England zurück, wo er 1876 an einem Schlaganfall verstarb. Er wurde nach Handschuhsheim überführt und an der Seite seiner Gattin bestattet. Sohn Harry bewohnte das Schlösschen in Handschuhsheim noch für einige Zeit als vermögender Privatier, bevor er 1889 ins englische Parlament gewählt wurde und ebenfalls nach England zurückkehrte.
Nach der Familie, die verschiedene mildtätige Spenden in Handschuhsheim getätigt hatte, wurde dort die Grahamstraße benannt. Der Park beim Schlösschen, den der Vorbesitzer Carl Uhde ab 1836 angelegt hat, heißt heute John-Benjamin-Graham-Park.